# カルラス・プッチダモン
- カルラス・プッチダモン
- カルラス・プチデモン[1]

- プッチダモン[2][3][4][5]
- プチデモン[6][7][8][9][10]

カルラス・プッチダモン・イ・カザマジョー（カタルーニャ語: Carles Puigdemont i Casamajó, カタルーニャ語発音: [ˈkarɫəs pudʒðəˈmon i kazəməˈʒo] ( 音声ファイル), 1962年12月29日 - ）は、スペイン・ジローナ県出身の政治家・ジャーナリスト。カタルーニャ民主集中(CDC)を経てカタルーニャ・ヨーロッパ民主党(PDeCAT)所属。
2006年からカタルーニャ州議会議員を務めており、2007年から2016年までジローナ県の県都であるジローナ市議会議員を、2011年から2016年までジローナ市長を、2016年から2017年までカタルーニャ州首相を務めた。日本での報道ではプチデモンという表記も用いられる。

## 経歴

### ジャーナリスト
1962年12月29日、ジローナ県アメールに生まれ。アメールの初等学校・中等学校に通った。16歳の時にはサッカーをプレーする傍ら、すでにジローナ県の地元紙であるロス・シティオス紙などに投書を行っていた。1979年にFCバルセロナがUEFAカップウィナーズカップ 1978-79を制した試合を目の当たりにし、その時の体験からカタルーニャのために働こうと決意したという。ジローナ大学でカタルーニャ語学を学んだが、ジャーナリスト活動に専念するために大学を卒業しなかった。
1981年にはアル・プン紙（アブイ紙と合併したため現在はアル・プン・アブイ紙）で働きはじめ、プラセンシア誌でも働いた。1992年のバルセロナオリンピック期間中にはガルソン作戦で傑出した働きを見せた。カタルーニャ・ジャーナリスト協会のメンバーであり、『Cata… què? Catalunya vista per la premsa internacional』（外国メディアが見たカタルーニャ、1994年）やコミュニケーションや新技術に関する随筆など、何冊かの著作がある。
1990年代にはヨーロッパをめぐり、新情報技術を適用させる仕事を開始した。カタルーニャ州政府に委託され、1999年にはアジェンシア・カタラナ・デ・ノティシエス(ACN)社を設立し。2002年までこの機関を率いた。2002年からジローナ県議会のカルラス・パラモ議長によってカザ・ダ・クルトゥラ・ダ・ジローナ（ジローナ文化の家）の責任者に推されて2004年まで責任者を務めた。2004年にはカタロニア・トゥデイ紙（英語紙）の最高経営責任者(CEO)としてジャーナリズムの世界に戻った。2006年にはジャーナリズムの世界を離れ、カタルーニャ州議会議員としての政治界の活動に専念するようになった。

### 政治家

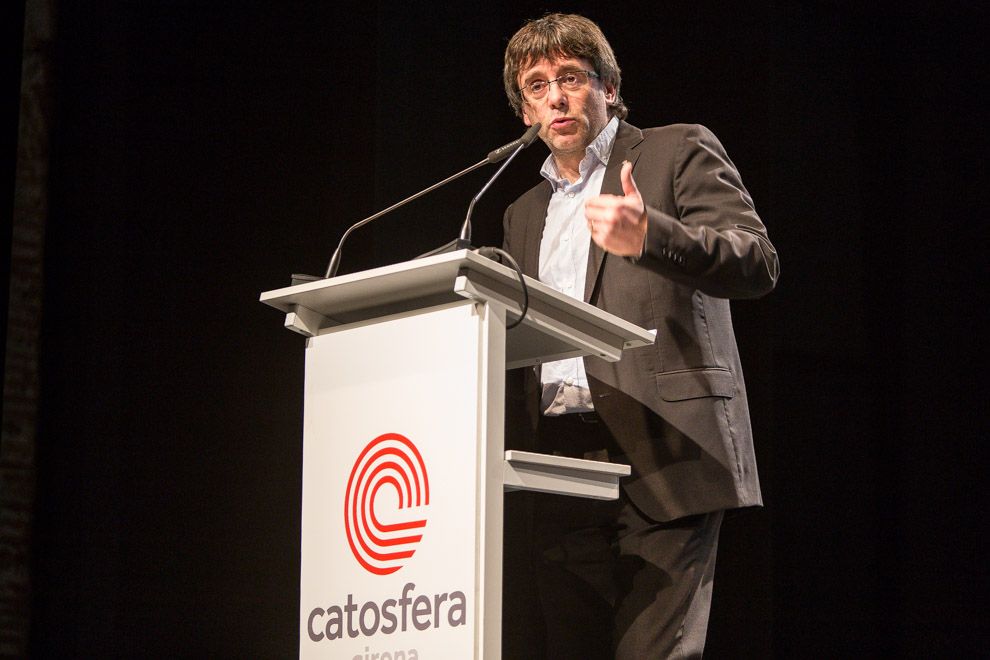
2015年のプッチダモン

1975年にフランコ体制が終わって民主化の時代を迎えると、1980年には「カタルーニャの独立」を目標に政治活動に参画し始め、この年には初めて行われたカタルーニャ民主集中(CDC)のジョルディ・プジョルのミーティングに出席した。その後にはカタルーニャ民族主義青年団ジローナ県支部の創設メンバーとなっている。
2006年にはCDCを内包する政党連合集中と統一(CiU)の一員として、ジローナ県選挙区からカタルーニャ州議会選挙に出馬して当選し、カタルーニャ州議会議員となった。

#### ジローナ市長
2007年にはジローナ市議会議員選挙にCiUの筆頭候補（市長候補）として出馬したが、CiUは市長の座を得られなかった。2011年5月のジローナ市議会議員選挙にはやはりCiUの筆頭候補として出馬し、7月1日にはカタルーニャ社会党(PSC)のアンナ・パガンズの後を継いでジローナ市長に就任。初選挙の1979年から32年間はPSCがジローナ市政に君臨し続けており、民主化後初めてPSC以外の市政が誕生した。保健委員会で演説した後の7月15日には、その部門を縮小することに抗議する200人の集団に攻撃された。2015年7月にはジュゼップ・マリア・ビラ・ダバダルの座を引き継いで、（カタルーニャ）独立のための自治体協会(AMI)の会長に就任した。

#### カタルーニャ州首相
CiUを構成するCDCとカタルーニャ民主連合(UDC)の不和が原因で、2015年6月には政党連合CiUが解散。CDCはカタルーニャ独立賛成派のカタルーニャ共和主義左翼(ERC)らとともに、選挙連合ジュンツ・パル・シ(JxSÍ)を結成して9月の2015年カタルーニャ自治州議会選挙に臨んだ。プッチダモンはジローナ県選挙区の候補者リスト第3位で出馬し、2006年・2010年・2012年に続く4選を果たした。62議席を獲得したジュンツ・パル・シはこの州議会選挙で第一党となったが、過半数の68議席獲得には至らなかった。ジュンツ・パル・シの首相候補は現職のアルトゥール・マスだったが、ジュンツ・パル・シは同じく独立賛成派の人民統一候補(CUP)と州首相をめぐって対立し、3か月以上も州議会で州首相が指名されない混乱状態が続いた。
一時は再選挙の公算が高まったとされたが、再選挙を行わずに首相指名ができる期限が目前に迫った2016年1月9日、マスはジュンツ・パル・シの首相候補にプッチダモンを提案することを発表した。1月10日の州議会で行われた首相指名投票では、賛成70票（JxSÍ、CUP）、反対63票（C's、PSC、CSQEPなど）、棄権2票（CUP）で賛成が過半数に達したため、プッチダモンが第130代カタルーニャ州首相に選出された。首相指名前の演説では独立国家建国の過程を推し進めることを語り、18か月で「カタルーニャ共和国」を建国する見通しを示した。カタルーニャが独立した暁には、独自の憲法制定、中央銀行の創設、徴税機能の拡充、安全保障と防衛メカニズムの整備を進めるとしている。首相に就任した経緯から「偶発的な首相」と呼ばれ、また批判的な勢力からは、たまたま首相の座が転がり込んできた田舎町の市長と揶揄する声もあった。

#### 2017年カタルーニャ独立住民投票
2017年6月9日、プッチダモンは独立を問う住民投票を10月1日に実施すると発表し、賛成多数となった場合は48時間以内に独立を宣言すると発表した。この投票をめぐる混乱は1975年の民主化以来、スペイン最大の騒乱となった。中央政府は徹底して住民投票の阻止に動き、10月1日の投票当日は自らもヘリコプターによる追跡をかいくぐってなんとか投票を済ませるなど、住民投票は困難を極めたが予定通り実施された。その結果反対派が棄権したこともあり投票率は4割にとどまったが賛成が9割を超えたことから独立の資格を得たと宣言。同国憲法155条に基づく自治権停止をちらつかせる中央政府との対立が深まった。10月10日の州議会本会議でプッチダモンはカタルーニャ独立宣言に署名したものの即時凍結し、中央政府との対話も呼びかけた。しかし両者の溝は埋まらず、独立宣言は10月27日に州議会にて賛成多数で承認された。これを受け10月28日、中央政府はプッチダモンを州首相から解任した。

#### 州首相解任後のベルギー脱出
プッチダモンは中央政府より国家反逆罪や扇動罪などで起訴され、同時に解任された州政府幹部らとともにベルギーに脱出したものの亡命は否定し、中央政府による首相解任も受け入れないと表明。一方で12月21日に行われる州議会選挙の結果は受け入れるとも表明した。
プッチダモンは扇動罪、反乱罪といった容疑に問われ、スペイン高等裁判所は11月2日までに出頭し証言するよう命じた。しかしこれらは殺人やテロリストに適用される刑罰であり不当に重く、政治的な裁判が用意されているとしてプッチダモンは応じず、滞在先のベルギーよりビデオで証言したいと弁護士を通じて発表した。裁判所判事はこの要求を却下し、裁判所は11月3日に扇動罪、反乱罪、公金流用罪、職権乱用罪、そして法廷侮辱罪といった容疑で国際逮捕状を発行。11月5日、プッチダモンはベルギー警察当局に出頭し、身柄を拘束された。ベルギー内務省はスペイン高裁の欧州逮捕状の適用可否を決定するまでプッチダモンを含む前閣僚らを「ベルギーに滞在させる」ことを決定し、ベルギー検察庁による取り調べの後、6日未明にプッチダモンを含む全員が釈放された。

#### スペイン国外「滞在」状態での活動
プッチダモンの置かれている状況は事実上の亡命状態ではあるが、EU加盟国内での政治犯亡命が認められていないことから、あくまでもベルギー国政府および後述するドイツ国政府は「滞在」、スペイン国政府は「脱出」または「逃亡」状態であると見なしている。プッチダモンはAECATなどの通信システムを利用しカタルーニャ州内の独立派勢力へ関与を行ったり、SNSやyoutubeなどを活用してスペイン政府による「政治弾圧」を広く訴えている。ベルギーへ脱出して以降のプッチダモンの活動について以下にまとめる。

#### 2017年カタルーニャ自治州議会選挙
2017年12月21日にスペイン中央政府主導で行われる2017年カタルーニャ自治州議会選挙に向けて、同年11月13日に、カタルーニャ欧州民主党(PDeCat)を中心としてジュンツ・パル・カタルーニャ（JxCat）の結党を宣言。これまでジュンツ・パル・シに参加していた独立諸派による共闘を目指すとしている。事前の世論調査ではJxCatと、JxCatに参加しなかった独立派である人民統一候補(CUP)とカタルーニャ共和主義左翼(ERC)を併せた得票率が概ね半数前後であると予想された
。12月21日の投開票では独立派が過半数を占める勢いを見せたことを受け、「カタルーニャ共和国が王国を破った」と勝利宣言を行い、カタルーニャの自治権を回復するよう要求した。2018年1月30日にプッチダモンを州政府首相として信任する投票が行われる予定であったが、憲法裁判所による差し止めを受け、信任投票は延期となった。2018年3月1日に州首相再登板を断念すると表明。

#### 「反乱」容疑での再拘束と釈放
2018年3月23日、スペイン検察庁がプッチダモンを含む独立派5人の欧州逮捕状を請求し、フィンランドに滞在していたプッチダモンはベルギーに向けて出国。25日にプッチダモンはデンマークからドイツに入国した際に身柄を拘束された。スペイン検察庁による欧州逮捕状に基づく、現地当局による身柄拘束はベルギー国内滞在中に発生したものを含めて2度目である。2度めの欧州逮捕状請求およびプッチダモンの身柄拘束を受けて、ベルギーに滞在していた今回の外遊に随伴しなかった他の元カタルーニャ州政府閣僚らはベルギー司法当局へ出頭した。ドイツ警察当局は欧州逮捕状に基づいて「反乱容疑」および「公金横領」の容疑で、プッチダモンを拘束したシュレースヴィヒ＝ホルシュタイン州の地方上級裁判所（以下、裁判所）に起訴した。裁判所は起訴容疑のうち、反乱容疑に関してはドイツの国内法に照らし不起訴相当と判断し、スペイン司法当局より要求されていたスペインへの強制送還を拒否し、4月6日にプッチダモンを釈放した。裁判所は「公金横領」の容疑に関しては、「更なる審議が必要」と判断し逮捕状の効力は有効であると認めたものの、逮捕執行を「一次保留し」、裁判所に出頭するためにドイツ国内に「滞在」するように命令した。プッチダモンは釈放後、ベルリンにて「ヨーロッパに政治犯罪が存在することは恥ずべきことである。民衆の意思決定に基づくヨーロッパの民主主義を信じている。」と声明を述べるとともに、支援団体への感謝を述べた。また同日、ベルギー司法当局は出頭した閣僚らに関して、同様に不起訴相当と判断し、全員を釈放した。本事案により、プッチダモンは事実上の亡命先をベルギーからドイツへ変更したと言える。

#### 2019年欧州議会議員選挙
2019年5月23日から26日にかけて投開票される2019年欧州議会議員選挙への出馬を表明。スペイン中央選挙管理委員会は当初、スペインから逃亡中のプッチダモンの立候補を認めない方針だったが、プッチダモンが異議申し立てを行った結果、スペイン最高裁が出馬資格を有していることを確認したため、出馬が可能となった。投票の結果プッチダモンは当選を果たしたが、スペイン当局からは逮捕状が出た状態であるため、実際に議員に就任できるかは疑問視されている。
2021年3月9日、欧州議会はプッチダモンらカタルーニャ出身の3人の欧州議会議員の不逮捕特権剥奪を賛成多数で可決した。 同年9月23日、欧州議会議員としての活動でイタリア・アルゲーロの空港に到着した際に、同国の警察に身柄を拘束された。24日に釈放された。

#### 恩赦に向けた動き
2023年9月5日、プッチダモンは同年7月の総選挙によりスペイン国会で二大政党の両勢力が半々で拮抗していることを受け、ペドロ・サンチェス首相の続投を支持する条件としてカタルーニャ独立派への恩赦を要求した。サンチェス率いるスペイン社会労働党は議会での過半数確保のため少数政党とも協力関係を結ぶことを目論見、同年11月9日にはプッチダモンが党首を務めるジュンツ・パル・カタルーニャ(Junts)からサンチェス政権続投の支持を得ることで合意。その中にはプッチダモンを含むカタルーニャ独立を試みた容疑で起訴された人々に恩赦を与える法律の立法も含まれており、プッチダモンがスペインに帰国した上で選挙に立候補する道が開かれる可能性が出てきたとも報じられた。11月16日、下院議会における首相信任投票はJuntsの賛成も得て賛成179、反対171票で可決され、サンチェスの続投が決まった。
2024年8月8日にスペインに帰国し、バルセロナで「我々への迫害は続いている」と演説。しかし最高裁判所は7月にプッチダモンの一部の容疑には恩赦を適用しないことを決定していたため、捜査当局に逮捕される可能性は残されていた。このため演説後、警察による逮捕を免れ再びベルギーに出国した。

## 人物
ルーマニア人ジャーナリストのマルセラ・トポルと結婚しており、2子がいる。